# جورج هاريسون (لاعب كريكت)
جورج هاريسون (14 سبتمبر 1895 في المملكة المتحدة - ) (بالإنجليزية: George Harrison)‏ هو لاعب كريكت بريطاني. لعب مع نادي مقاطعة غلاموركن للكريكت ‏.